# Leucanella newmani
Leucanella newmani är en fjärilsart som beskrevs av Lemaire 1966. Leucanella newmani ingår i släktet Leucanella och familjen påfågelsspinnare. Inga underarter finns listade i Catalogue of Life.